# 자밀 마후아드

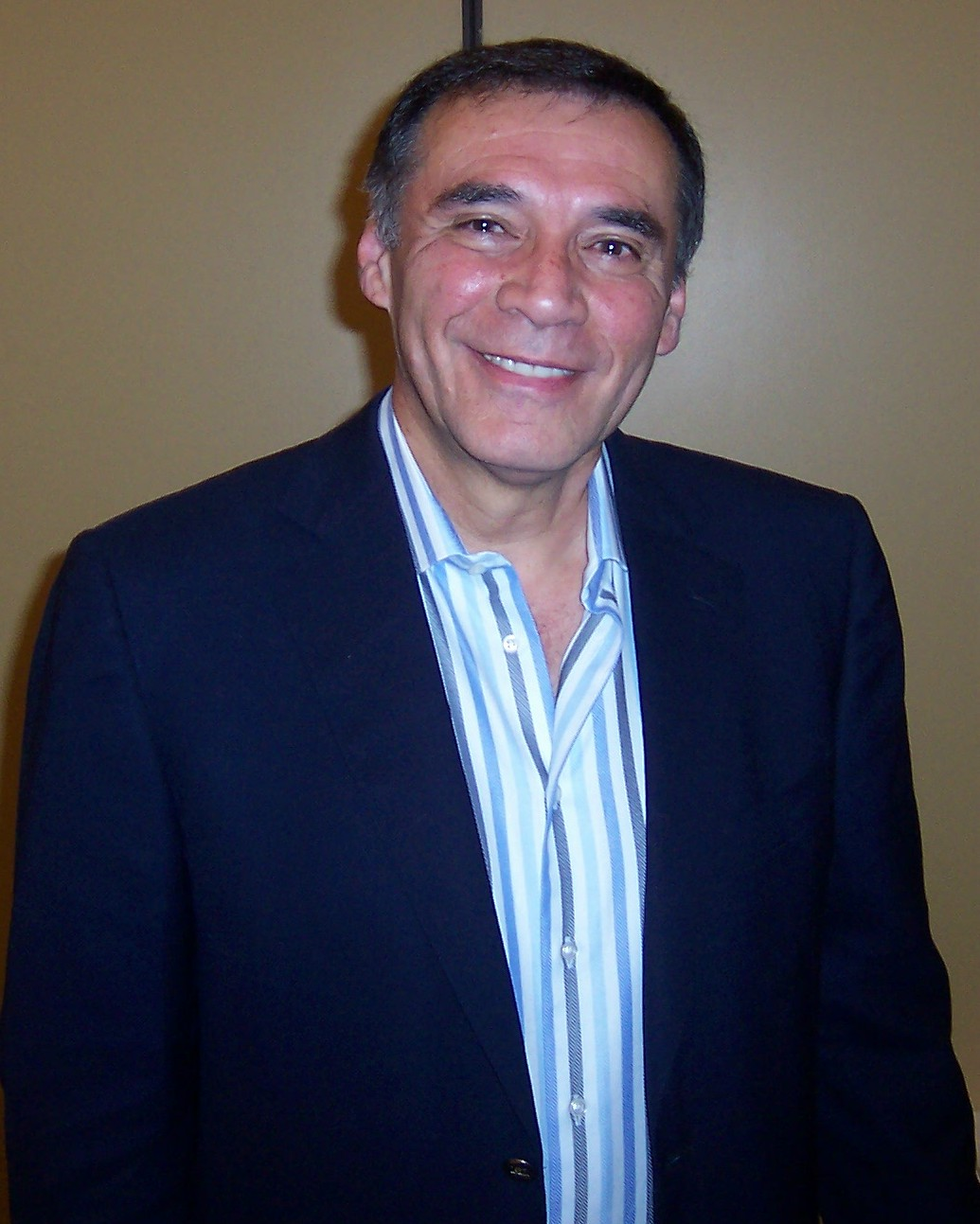

호르헤 자밀 마후아드 비트(스페인어: Jorge Jamil Mahuad Witt, 1949년 7월 29일 ~ )는 에콰도르의 법조인, 학술 위원, 정치인으로 1998년 8월 10일부터 2000년 1월 21일까지 제39대 대통령직을 역임했다.

## 생애와 경력
로하에서 태어났으며, 레바논과 독일 혼혈이다. 1988년 대선에 처음으로 도전했으나 5위로 낙선했다. 10년 후 다시 출마하여 근소한 표차로 당선되고, 낙선한 알바로 노보아는 이에 재검표를 신청했으나 관련 기관으로부터 거부당했다. 1998년 ~ 1999년 재정 위기를 포함해 임기 중 심각한 경제 위기를 겪었으며, 이에 국방 예산을 60% 삭감하는 조치를 쥐하기도 했다. 1998년 10월 60%에 달하던 지지율은 2000년 1월 6%로 주저 앉았으며, 1999년 말 국제통화기금(IMF)의 권고의 일원으로 미국 달러를 도입했다.
하지만 결국 원주민들의 대규모 시위에 루시오 구티에레스가 이끄는 군부 쿠데타까지 겹치면서 실각했다. 대통령이 되기 전에는 키토의 시장(1992-1998)을 지냈다.
경제 개혁의 일환으로 미국 달러를 도입했으며, 통제 불능의 인플레이션을 해결하기 위해 모든 은행 계좌를 동결하는 조치를 취했다. 하지만 이 정책은 상당한 논란을 일으켰는데, 빈민층들은 환전 과정에서 손실을 본 반면, 부유층들은 이득을 봤기 때문이다. 그의 임기는 불황으로 점쳤으며, 경제는 큰 타격을 입고 인플레이션이 60%에 달했다.
하버드 케네디 스쿨에서 수학했으며, 1989년 행정학 석사 과정을 졸업했다. 미국 국무부가 주도한 풀브라이트 장학 프로그램을 이수했으며, 대학에서 도덕 및 정치를 가르치기도 했다.
대통령 시절 페루와의 역사적인 평화 협정을 채결해 국경 문제를 해결했다. 에콰도르는 리우데자네이루 협정으로 초래된 분쟁 지역의 영유권을 포기하였으며, 페루 또한 1km2의 영역을 에콰도르에 양도하였다. 협정은 1998년 10월 26일 페루에서 체결되었다.
경제 프로그램을 주도한 알베르토 다히크 전 부통령은 "미심쩍은 기금 이용 혐의"를 받고 해외로 망명했으며, 파비안 알라르콘 전 대통령은 1,000개 이상의 가짜 일자리들을 숨긴 혐의로 체포되었다. 마후아드 본인도 대선 기간 동안 마약 밀매업자로부터 돈을 받은 혐의를 받고 있다. 여기에는 몇몇 은행가들도 연루되었다.
현재 그는 캠브리지 CMI 국제그룹의 수석고문이다.
2014년 5월 사법재판소는 그를 횡령혐의로 징역 12년 형을 선고했다.